# Petrea „Crețul” Șolcan
Petrea „Crețul” Șolcan (n. 1810, Costești, județul Vâlcea – d. 1887, Brăila) a fost un violonist și lăutar vâlcean din România, de etnie rromă, stabilit ulterior în Brăila, înzestrat purtător de folclor, împlinind (prin numărul mare de cântece dictate în sec. XIX) un mare gol documentar al repertoriului vocal-lăutăresc din acea perioadă. Este străbunicul jazzmanului Johnny Răducanu.

## Biografie
S-a născut în 1810 ca rob pe domeniul mănăstirii Bistrița, fiind fiul lui Mihail Crețul.
În 1846 se stabilește la Brăila, iernile cântând la restaurantele locale, iar verile angajându-se în stațiunile balneo-climaterice din împrejurimi (Lacul Sărat sau chiar Băile Olănești sau Govora). În taraful său se aflau muzicanți remarcabili, cum ar fi, violonistul Ion Batalan din Horodnicul-de-Jos, lăutar care a preluat o parte din repertoriul lui Petrea Șolcan și l-a transmis spre publicare doctorului C. Șotropa.
În repertoriul lui Petrea Șolcan se află întrunite cântecele de peste Olt și tradițiile din Ialomița, Brăila și Covurlui. Cu melodiile plângătoare și vechi, Șolcan adresându-se cu titlu de „boeri” acelor cărora le cânta și aștepta bacșișul, spune: Boerașii să-mi trăiască / Pe lăutar să-l cinstească / Că boeri s'or pomeni / Până soare'n cer a fi.
În întreprinderea aceasta, au apărut câțiva Șolcani, în persoana lăutarilor Anghel Cambrea din comuna Săcelu, Gorj; cobzarul Stăneu Ion din Cucueți, Teleorman; Dumitru Văleanu din Roșiorii de Vede etc., care, numai ei singuri, fiecare în parte, au la activul lor, câte 6 și 7 mii de versuri și la care se mai adaugă contribuția altor lăutari.
Moare în 1887 în Brăila. Este străbunicul pianistului de jazz Johnny Răducanu.

## Repertoriu
Lui Petrea Crețul Șolcan toate genurile populare i-au fost la fel de apropiate. Fie că era vorba de cântecul haiducesc („Copii haiduci; „Doina haiducului”; „Iancu Jianu”; „Ispita”; „Haiducul”; „Toarnă, Neago”; „Vânătorul”, „Bogatul și săracul”; „Macoveiul”), fie de spiritualele cântece de lume („Măritișu”; „Bărbatul urât”; „După măritiș”; „După însurătoare”; „Lume, lume, soro, lume”), fie de inspiratele doine („Dorul greu”; „Căința”; „Jelui-m-aș”; „Străinul sărac”; „Dor de țară”; „Înstrăinatul”), fie de cântecele erotice („Ochii și sprâncenele”; „Dogorul”; „Amurezatul”; „Grâu mărunt”; „Dragă băiețele”; „Ibovnicul”; „Dragostea la bătrânețe”), fie de vechiul repertoriu de balade, unde versurile depășeau totdeauna numărul de o sută („Corbea”; „Fulga”; „Dobrișanu”; „Meșterul Manole”; „Gheorghelaș”; „Stanislav Viteazul”; „Badiul”), „lăutarul Brăilei” dădea fiecărui cântec interpretarea cea mai potrivită.
Nu i-au fost străine nici cântecele de lume bucureștene din prima jumătate a veacului său. Printre cele dictate lui G. Dem Teodorescu figurează: „Desfă, puică, ce-ai făcut”; „Amorule, amoraș, vedete-aș călugăraș”; „Mă miram, puică, miram”; „Auzi, lele, popa toacă”; „Marițica din Ploiești”; „Arde foc în București” ș.a., despre care exista date precise că figurau în repertoriul lăutarilor Capitalei.

## Aprecieri
În această latură de activitate lăutărească se distinge, în mod cu totul evident, figura lui Petrea Crețul Șolcan, lăutarul
Brăilei. Iată ce se desprinde din interesanta conferință a lui Gh. D. Teodorescu, ținută la Ateneul din București, în 11 mai 1884:
„Adevărate isprăvi săvârșia Mihai Crețul, dar la toate punea vârf mândria cu care știa să s'arate înaintea zapciului sau a popii Ruvin. Când liota începea să strige, el rădica gârbaciu cu ifos și să răstea zicând: «Taceți mă, să vorbească mărime cu mărime».”
„În fața unui țigan obscur gârbovit de ani și de nevoi, în fața unui biet lăutar huiduit de ne-cunoscătorii fie-mi permis a pune figura scumpă, iubită, talentul admirat și reputația bine meritată a lui V. Alexandri.”
„Spre a vă forma o idee despre bogăția păstrată într-o memorie, vă afirm că în scurtul spațiu de 3-4 zile, mi-a spus și mi-a cântat legende și doine cari nu cuprind mai puțin de 7000 de versuri, ceea ce aseamănă în cantitate cu XI cărți din «Iliada» lui Omer, cu IX cărți din „Eneida” lui Virgil. 
Cine din noi știe să recite 11 rapsodii omerice și 9 cântări vergiliane?”